# Флетмарк
Флетмарк (њем. Fleetmark) општина је у њемачкој савезној држави Саксонија-Анхалт. Једно је од 40 општинских средишта округа Алтмарк Салцведел. Према процјени из 2010. у општини је живјело 811 становника. Посједује регионалну шифру (AGS) 15081130.

## Географски и демографски подаци
Флетмарк се налази у савезној држави Саксонија-Анхалт у округу Алтмарк Салцведел. Општина се налази на надморској висини од 34 метра. Површина општине износи 29,0 km². У самом мјесту је, према процјени из 2010. године, живјело 811 становника. Просјечна густина становништва износи 28 становника/km².